# Brachycerodesmus petersi
Brachycerodesmus petersi är en mångfotingart som beskrevs av Carl 1914. Brachycerodesmus petersi ingår i släktet Brachycerodesmus och familjen Fuhrmannodesmidae. Inga underarter finns listade i Catalogue of Life.